# The Firing Squad
The Firing Squad es una película dramática de aventuras estadounidense de 2024 escrita y dirigida por Timothy A. Chey y protagonizada por Kevin Sorbo y Cuba Gooding Jr. Fue estrenada el 2 de agosto de 2024 por Epoch Studios, una división del periódico The Epoch Times.
La película está inspirada en la historia de Andrew Chan y Myuran Sukumaran, miembros de Bali Nine.

## Sinopsis
La película está basada en la historia real de tres prisioneros cristianos que enfrentan la ejecución y que encuentran consuelo inesperado a través de Jesús dentro de los muros de la prisión. Mientras se apoderan de su pasado, experimentan una transformación extraordinaria en la que descubren esperanza, perdón y poder para cambiar vidas.

## Elenco
- James Barrington como Peter Lone
- Madeline Anderson
- Kevin Sorbo como Pastor Lynbrook
- Edmundo Kwan
- Cuba Gooding Jr. como Samuel Wilson
- Tupua Ainu'u
- Eric Roberts como Adam Markman[5]

## Producción
En noviembre de 2023, se anunció que la producción había concluido.
Gooding dijo que cuando leyó el guion por primera vez, lloró.

## Estreno
The Firing Squad se estrenó en los cines el 2 de agosto de 2024.
La película también se estrenó en la convención de National Religious Broadcasters (NRB) de 2024.

## Recepción
The Firing Squad recibió en general reseñas mixtas de parte de la crítica y la audiencia. En el sitio web especializado Rotten Tomatoes, la película posee una aprobación de 50%, basada en 2 reseñas, con una calificación de 5/10, mientras que de parte de la audiencia tiene una aprobación de 70%, basada en más de 250 votos, con una calificación de 3.7/5.
En el sitio IMDb los usuarios le asignaron una calificación de 6.7/10, sobre la base de más de 3300 votos.